# جورج جان شلهوب
جورج جان شلهوب مواليد 28 أغسطس 1931 - الوفاة 15 يناير 2014، كان لاعب كرة سلة مصري. مثّل منتخب بلاده. شارك في دورة الألعاب الأولمبية الصيفية سنة 1952.

## روابط خارجية
- جورج جان شلهوب على موقع الاتحاد الدولي لكرة السلة (الإنجليزية)
- جورج جان شلهوب على موقع الاتحاد الدولي لكرة السلة (الإنجليزية)
- جورج جان شلهوب على موقع سبورتس رفرنس (الإنجليزية)
- جورج جان شلهوب على موقع أوليمبيديا (الإنجليزية)